# Denki Kagaku Kogyo
Denka Company Limited é uma companhia química japonesa, sediada em Tóquio.

## História
A Denka Company Limited foi estabelecida em 1915.